# Radoslav Velikov
Radoslav Velikov (n. 2 septembrie 1983, Kuțina, Polski Trămbeș, regiunea Veliko Tărnovo, Bulgaria) este un luptător ce a reprezentat Bulgaria, medaliat olimpic. A participat la 3 ediții ale Jocurilor Olimpice (2004, 2008, 2012) în care a câștigat o medalie de bronz.